# Universiti Malaysia Terengganu
Universiti Malaysia Terengganu (UMT) – malezyjska uczelnia publiczna z siedzibą w Kuala Nerus (stan Terengganu). Została założona w 1979 roku.